# Phaonia mengshanensis
Phaonia mengshanensis är en tvåvingeart som beskrevs av Feng 1993. Phaonia mengshanensis ingår i släktet Phaonia och familjen husflugor.
Artens utbredningsområde är Sichuan (Kina). Inga underarter finns listade i Catalogue of Life.